# Lothar Trier
Lothar Trier (* 28. Juli 1929 in Oelsnitz; † 2. Juni 2010 in Lichtenfels in Oberfranken) war ein deutscher Unternehmer und Eigentümer der Kunststoff-Technik Scherer & Trier GmbH & Co KG, einem Hersteller von Kunststoffteilen für die Automobilindustrie.

## Leben
Lothar Trier wurde mit 15 Jahren, kurz vor Kriegsende, zum Militärdienst eingezogen. Nach dem Krieg trat er eine Stelle als Lehrling der Elektrotechnik an.
Der Aufbau von neuen Maschinen weckte schließlich sein Interesse und er wechselte zur damaligen „Fränkische Lederfabrik Plastik GmbH“ der heutigen Rehau.
Dort arbeitete er sich vom Schichtführer bis zum technischen Leiter des Zweigwerks in Feuchtwangen hoch und baute einen weiteren Kunststoffbetrieb auf, die Schock & Co in Schorndorf.
Im Jahr 1967 gründete Trier zusammen mit Georg Scherer und Andreas Scherer die Kunststoff-Technik Scherer & Trier GmbH & Co KG in Michelau in Oberfranken. Mit anfangs 20 Arbeitskräften wurden Flechtmaterialien und Profile für die Baubranche gefertigt. 1972 kamen erste Aufträge aus der Automobilindustrie hinzu, die heute noch den Großteil des Geschäftes des Unternehmens mit inzwischen weltweit über 2000 Mitarbeitern bestimmen. Das von Lothar Trier mitbegründete Unternehmen ist der zweitgrößte Arbeitgeber im Landkreis Lichtenfels.

## Auszeichnungen
- Bundesverdienstkreuz am Bande (verliehen am 14. Oktober 1994 in Bayreuth)
- Bundesverdienstkreuz 1. Klasse (verliehen am 17. Dezember 1999 in Bamberg)
- Johann-Puppert-Medaille in Gold (verliehen am 28. Juli 2004 in Michelau in Oberfranken)
- Bayerischer Verdienstorden (verliehen am 15. Juli 2005 in München)